# Hühnergrund
Hühnergrund ist ein Gemeindeteil der Stadt Schwarzenbach am Wald im Landkreis Hof (Oberfranken, Bayern). Hühnergrund liegt in der Gemarkung Löhmar.

## Geografie
Die Einöde liegt im Tal eines namenlosen rechten Zufluss der Wilden Rodach. Ein Anliegerweg führt nach Schübelhammer zur Bundesstraße 173 (0,6 km südlich).

## Geschichte
Hühnergrund gehörte zur Realgemeinde Meierhof. Gegen Ende des 18. Jahrhunderts bestand Hühnergrund aus einem Anwesen. Die Hochgerichtsbarkeit sowie die Grundherrschaft über das Gut hatte das bayreuthische Verwaltungsamt Schwarzenbach am Wald.
Von 1797 bis 1810 unterstand Hühnergrund dem Justiz- und Kammeramt Naila. Infolge des Ersten Gemeindeedikts wurde Hühnergrund dem 1812 gebildeten Steuerdistrikt Schwarzenbach am Wald und der zugleich entstandenen Ruralgemeinde Löhmar zugewiesen. Am 1. April 1971 wurde Hühnergrund im Zuge der Gebietsreform in Bayern nach Schwarzenbach eingegliedert.

### Einwohnerentwicklung
| Jahr      | 1799  | 1819  | 1861   | 1871   | 1885   | 1900   | 1925   | 1950   | 1961   | 1970   | 1987  |
| Einwohner | 3     | 12    | 4      | 10     | 6      | 9      | 8      | 6      | 4      | 3      | 4     |
| Häuser    | 1     |       |        |        | 1      | 1      | 1      | 1      | 1      |        | 1     |
| Quelle    | [ 9 ] | [ 6 ] | [ 10 ] | [ 11 ] | [ 12 ] | [ 13 ] | [ 14 ] | [ 15 ] | [ 16 ] | [ 17 ] | [ 1 ] |

## Religion
Hühnergrund ist evangelisch-lutherisch geprägt und war ursprünglich nach Schwarzenbach am Wald gepfarrt, seit 1818 ist die Pfarrei St. Michael (Bernstein am Wald) zuständig.